# Austra Skujytė
Austra Skujytė (Biržai, 12 augustus 1979) is een voormalig Litouwse atlete, die was gespecialiseerd in de meerkamp. Ze werd meervoudig Litouws kampioene op diverse atletiekonderdelen. Op 15 april 2005 verbeterde ze in Columbia het wereldrecord op de tienkamp naar 8358 punten. Zij nam viermaal deel aan de Olympische Spelen en veroverde bij die gelegenheden eenmaal een zilveren medaille.

## Biografie

### Jeugd
Skujytė studeerde kinesiologie aan de Kansas State University, waar ze de eerste atlete was die meerdere titels won op de NCAA-kampioenschappen. Haar eerste succes behaalde ze in 1997 met het veroveren van een gouden medaille op de zevenkamp bij de Litouwse kampioenschappen.
Haar eerste grote internationale wedstrijd waren de wereldkampioenschappen voor junioren van 1998 in het Franse Annecy. Hier eindigde ze op een zesde plaats met 5606 punten. De wedstrijd werd gewonnen door de Chinese Shen Shengfei met 5815 p. Eerder dat jaar was ze Litouws indoorkampioene geworden op de vijfkamp.

### Senioren
Skujytė vocht zich bij de senioren stap voor stap een plek naar de wereldtop. Op de Olympische Spelen van Sydney in 2000 werd ze op de zevenkamp twaalfde met 6034 p. Op de wereldkampioenschappen van 2001 in Edmonton werd ze in deze discipline vervolgens zesde. Op de Europese kampioenschappen van 2002 in München eindigde ze met 6275 p als vierde.
Met een persoonlijk record van 4679 p won Austra Skujytė op de wereldindoorkampioenschappen van 2004 in Boedapest een bronzen medaille op de vijfkamp. Ze eindigde achter de Portugese Naide Gomes en de Oekraïense Natalja Dobrynska. Op de Olympische Spelen van Athene leverde ze dat jaar wellicht de beste prestatie van haar carrière; met een persoonlijk record van 6435 p veroverde ze een zilveren medaille op de zevenkamp achter de ongenaakbare Zweedse Carolina Klüft (goud) en voor de Britse Kelly Sotherton (brons).

### Bijzonder wereldrecord
Op 15 april 2005 deed Austra Skujytė iets bijzonders. Die dag nam zij in Columbia, Missouri, deel aan een tienkamp, een meerkamponderdeel dat geen deel uitmaakt van het officiële wedstrijdprogramma voor vrouwen. Ze kwam er tot een totaal van 8366 p, meer dan 200 punten meer dan het wereldrecord dat de Franse meerkampster Marie Collonvillé het jaar ervoor in Talence had gerealiseerd. De Litouwse haalde er zelfs het Guinness Book of Records mee.
In 2005 werd Skujytė met 6360 p vierde op de zevenkamp tijdens de WK in Helsinki. Twee jaar later, op de WK van 2007 in Osaka, eindigde ze zesde met 6380 p, gevolgd door een achtste plaats met 6297 p op de WK van 2011 in Daegu. Eerder dat jaar had zij op de Europese indoorkampioenschappen in Parijs op de vijfkamp met een score van 4706 p zilver veroverd achter de Française Antoinette Nana Djimou (goud; 4723 p) en voor de Nederlandse Remona Fransen (brons; 4665 p).
Jaren later werd de uitslag van de WK in 2011 omgezet van een achtste in een zevende plaats vanwege de dopingschorsing van de aanvankelijke Russische winnares, Tatjana Tsjernova.

### Privé
Op 15 februari 2014 trad Austra Skujytė in het huwelijk met haar jeugdvriend Valdas Grigaliūnas, waarna op 8 augustus van dat jaar zoon Jakob werd geboren.
In 2014 heeft de Litouwse sinds december haar training hervat ter voorbereiding op het seizoen 2015. Skujytė was van plan om als atlete ook de Olympische Spelen van 2016 in Rio de Janeiro nog mee te maken, maar heeft dat niet gehaald. Bij de Hypomeeting van 2016 behaalde ze bijna 6000 punten.

## Titels
- Litouws kampioene 100 m horden - 2000, 2005
- Litouws kampioene hoogspringen - 2005
- Litouws kampioene verspringen - 2005
- Litouws kampioene kogelstoten - 2001, 2002, 2004, 2005
- Litouws kampioene zevenkamp - 1997
- Litouws indoorkampioene vijfkamp - 1998, 2000, 2007
- NCAA-kampioene zevenkamp - 2001, 2002
- NCAA-kampioene kogelstoten - 2002

## Persoonlijke records
Outdoor
| Onderdeel            | Prestatie          | Datum             | Plaats   |
| -------------------- | ------------------ | ----------------- | -------- |
| 100 m                | 12,70 s (+1,5 m/s) | 13 april 2006     | Columbia |
| 200 m                | 24,82 s (-0,2 m/s) | 20 augustus 2004  | Athene   |
| 400 m                | 60,01 s            | 13 april 2006     | Columbia |
| 800 m                | 2.15,92            | 21 augustus 2004  | Athene   |
| 1500 m               | 5.32,01            | 14 april 2006     | Columbia |
| 100 m horden         | 13,96 s (+1,7 m/s) | 29 augustus 2011  | Daegu    |
| hoogspringen         | 1,92 m             | 3 augustus 2012   | Londen   |
| polsstokhoogspringen | 3,20 m             | 13 april 2006     | Columbia |
| verspringen          | 6,34 m (+0,9 m/s)  | 16 september 2012 | Talence  |
| kogelstoten          | 17,86 m            | 16 augustus 2009  | Berlijn  |
| discuswerpen         | 53,10 m            | 22 juli 2009      | Kaunas   |
| speerwerpen          | 54,10 m            | 8 juli 2012       | Kaunas   |
| zevenkamp            | 6599 p             | 4 augustus 2012   | Londen   |
| tienkamp             | 8358 p (WR)        | 15 april 2005     | Columbia |

Indoor
| Onderdeel    | Prestatie   | Datum            | Plaats    |
| ------------ | ----------- | ---------------- | --------- |
| 60 m         | 8,11 s      | 5 januari 2016   | Panevėžys |
| 400 m        | 57,32 s     | 15 februari 2005 | Stockholm |
| 800 m        | 2.19,79     | 22 februari 2002 | Lincoln   |
| 60 m horden  | 8,57 s      | 9 maart 2012     | Istanboel |
| hoogspringen | 1,90 m      | 9 maart 2012     | Istanboel |
| verspringen  | 6,39 m      | 15 februari 2005 | Stockholm |
| kogelstoten  | 17,63 m     | 19 februari 2010 | Klaipėda  |
| vijfkamp     | 4802 p (NR) | 9 maart 2012     | Istanboel |

## Palmares

### kogelstoten
- 2002:  Europacup in Tallinn - 16,44 m
- 2010: 12e EK - 17,72 m

### vijfkamp
- 2004:  WK indoor - 4679 p
- 2007: 4e EK indoor - 4740 p
- 2008: 5e WK indoor - 4655 p
- 2011:  EK indoor - 4706 p
- 2012:  WK indoor - 4802 p (NR)

### zevenkamp
- 1998: 6e WK U20 - 5606 p
- 2000: 12e OS - 6034 p
- 2001:  EK U23 - 6087 p
- 2001: 6e WK - 6112 p
- 2002: 4e EK - 6275 p
- 2002:  IAAF World Combined Events Challenge - 18570 p
- 2003: 10e WK - 6077 p
- 2004:  OS - 6435 p
- 2005: 4e WK - 6360 p
- 2007: 6e WK - 6380 p
- 2007:  IAAF World Combined Events Challenge - 18994 p
- 2008: DNF OS
- 2011:  Europacup (gecombineerd) - 6338 p
- 2011: 7e WK - 6297 p (na DQ Tatjana Tsjernova))
- 2012: 4e Hypomeeting - 6493 p
- 2012:  OS - 6599 p (na DQ Ljoedmyla Josypenko)
- 2012:  IAAF World Combined Events Challenge - 19408 p

- World Athletics: 14290383
- Virtual International Authority File: 8903154260452724480000